# Walentina Michailowna Borissenko

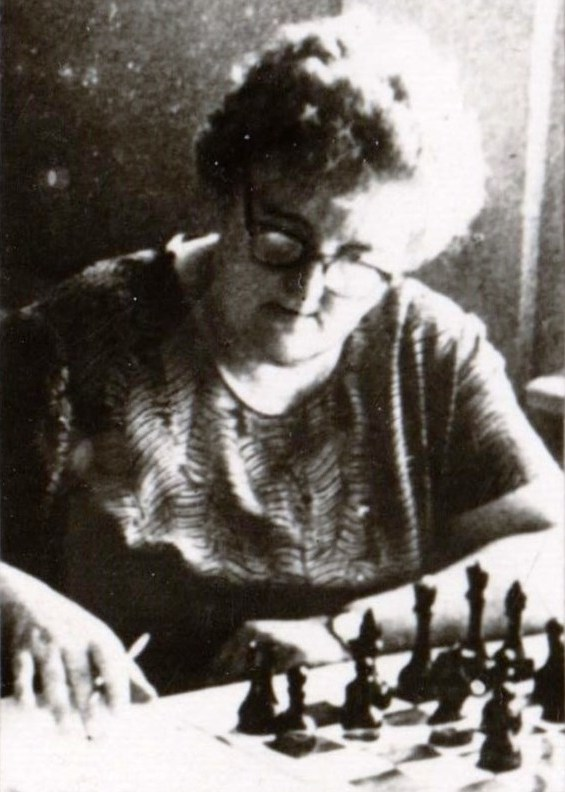
Walentina Borissenko

Walentina Michailowna Borissenko (russisch Валентина Михайловна Борисенко; geborene Belowa; * 28. Januar 1920 in Tscherepowez; † 6. März 1993 in Sankt Petersburg) war eine sowjetisch/russische Schachspielerin.

## Nahschach
Sie gewann fünf Mal die Sowjetische Schachmeisterschaft der Frauen (1945, 1955, 1957, 1960 und 1961).
Siebenmal gewann sie die Leningrader Frauenschachmeisterschaft (1940, 1945, 1950, 1951, 1954, 1955 und 1956) und viermal die RSFSR-Frauenmeisterschaft.
Bei der Schachweltmeisterschaft der Frauen 1949/50 in Moskau teilte sie sich den 3. Platz mit Jelisaweta Bykowa. Danach nahm sie bis 1964 an allen Kandidatenturnieren zur Ermittlung der WM-Herausforderin teil, belegte 1961 den zweiten Platz hinter Nona Gaprindaschwili.
Im Jahre 1950 wurde sie Internationaler Meister der Frauen (WIM), im Jahr 1978 wurde ihr der Titel Großmeister der Frauen verliehen.

## Fernschach
Bei der ersten Fernschachweltmeisterschaft der Frauen, die Olga Rubzowa gewann, belegte sie den achten Platz.
Ihr Ehemann war der russische Fernschachspieler Georgi Borissenko, der sie auch im Schachspielen trainierte.